# زرزا دي غرانادايلا
بلدية زرزا دي غرانادايلا (بالإسبانية: Zarza de Granadilla)‏ هي بلدية تقع في مقاطعة قصرش والتي تقع في منطقة إكستريمادورا غرب إسبانيا.
يبلغ عدد سكانها 1.749 نسمة وفقاً لإحصائية سنة (2002).